# Miron Costin
Œuvres principales
- Letopiseţul Ţărâi Moldovei [de la Aron Vodă încoace] (Les Chroniques du pays de Moldavie [sous le règne de Aron Vodă]) - 1675
- Istoria în versuri polone despre Ţara Moldovei şi Munteniei (Histoire en vers polonais de la Moldavie et Valachie)
- De neamul moldovenilor, din ce țară au ieșit strămoșii lor (Du peuple moldave, de quel pays provenaient leurs ancêtres)
- Viața Lumii (La vie du Monde) - 1672

Miron Costin est un chroniqueur et homme politique moldave, né le 30 mars 1633 et décédé en 1691. Il est l'un des premiers écrivains et historiographes de la littérature roumaine. Son œuvre principale, Letopiseţul Ţărâi Moldovei [de la Aron Vodă încoace] (« Les Chroniques du pays de Moldavie [depuis le règne de Aron Vodă] ») visait à compléter le récit de Grigore Ureche, couvrant les événements de 1594 à 1660. Ses « Chroniques » furent initialement publiées en 1675.
Il écrivit également Istoria în versuri polone despre Ţara Moldovei şi Munteniei (« Histoire en vers polonais de la Moldavie et Valachie »), connue également sous le titre de Poema polonă (« Poème polonais ») sur l'histoire des « principautés danubiennes ».

## Biographie

### Origine familiale
Né en 1633, Miron est le fils de Ion (ou Iancu) Costin, noble moldave, et de son épouse Safta Scoarțeș. Son père était également intégré à la noblesse polonaise comme l'était Grigore Ureche. Miron (prénom grec signifiant myrrhe, parfum) fut ainsi nommé en l'honneur du prince de Moldavie Miron Barnovschi-Movilă, proche parent de Safta Scoarțeș. Il fit partie de l'escorte de ce prince pendant son voyage à Constantinople, pour présenter au Grand vizir, à la « Sublime Porte », ses lettres de créance légitimant son élection en tant que prince de Moldavie. Mais son rival Basile le Loup ayant corrompu le Divan, le gouvernement ottoman refuse de reconnaître et fait décapiter Miron Barnovschi-Movilă. Iancu Costin porte la dépouille du prince trahi au Patriarcat orthodoxe de Constantinople afin qu'il soit inhumé dans le cimetière orthodoxe du Phanar.
La même année, face à l'invasion ottomane de la Moldavie, Iancu Costin décide de fuir avec sa famille en Pologne, où il possède des domaines aux alentours de la ville de Bar.

### Éducation
Le jeune Miron entre en 1647 au collège jésuite de Bar et poursuit ensuite son éducation à Kamianets-Podilskyï. Très rapidement, il est remarqué pour son esprit et sa conduite. Outre le roumain et le polonais, il apprend le russe, le latin (il souligne dans ses écrits que sa langue maternelle fait partie des langues romanes) et le grec. Il se passionne pour les vertus de l'Antiquité (selon Homère : « vivre avec sagesse, parler avec modération, aimer avec ardeur, travailler avec ingénieusité, combattre avec courage et mourir avec dignité ») et cite volontiers Charles Quint : « Plus vous connaissez de langues, plus vous êtes humain ». Grand amateur d'Histoire, il maîtrise la rhétorique et la poétique.

### Retour en Moldavie et ascension sociale
En tant que noble polonais, Miron est enrôlé en 1651 dans l'armée polonaise, et prend part aux combats contre les Cosaques  rebelles menés par Bohdan Khmelnytsky. À la fin du règne de Basile le Loup, il décide  en 1653 de rentrer avec ses frères en Moldavie. Il commence dès lors son apprentissage de dignitaire auprès du trésorier Iordache Cantacuzène. Il se voit confier sa première mission diplomatique, entre le gouverneur polonais de Kamianets-Podilskyï (frontalier de la Moldavie) et les ambitions du boyard Gheorghe Ștefan, candidat au trône moldave.
En 1658, une fois Gheorghe Ștefan élu voïvode de Moldavie, Costin est nommé sluger, charge du noble qui s'occupe de l'approvisionnement en denrées de la Cour princière et de l'armée moldave. Il est envoyé en Valachie en tant qu'ambassadeur moldave pour négocier un pacte de défense mutuelle anti-ottomane avec le voïvode valaque Constantin Șerban Basarab. Costin gravit rapidement l'échelle sociale, et devient en 1659 paharnic, charge du noble responsable de l'approvisionnement en vin, puis pârcălab, soit préfet d'un județ (division territoriale des principautés danubiennes). Cette année, il participe à la campagne contre le voïvode transylvain, le hongrois Georges II Rákóczi. En 1661, le nouveau voïvode moldave Eustatie Dabija l'envoie en tant qu'émissaire auprès du roi polonais Jean II Casimir. Il participe à la guerre austro-ottomane en 1663, au sein du contingent moldave allié des Habsbourg.
Il se voit accorder en 1664 le titre de Mare comis (équivalent français du Grand Écuyer). Trois ans plus tard, sous le règne du voïvode moldave Ilie III Alexandru, il est élevé au rang de vornic, responsable de la justice et des affaires internes du Haut-pays moldave (moitié nord-ouest de la principauté). En 1669, il devient vornic du Bas-pays moldave (moitié sud-est de la principauté). En 1671, il est envoyé en tant qu'émissaire sur ordre de Ștefan Petriceicu auprès du hetman Jean Sobieski, futur roi de Pologne, avec lequel Miron entretenait des liens amicaux.

### Premières œuvres
Costin compose son premier grand poème philosophique en 1672, Viața lumii (La vie du Monde). Il commence également la traduction de l'ouvrage Origines et occasus Transsylvanorum de Laurențiu Toppeltin de Mediaș, rédigé en latin en 1667. Ses vers sur l'origine des Roumains et son Apostrophe sont repris en préface du psautier de l'évêque Dosoftei, publié en 1673.
Quand Jean Sobieski fut désigné roi en 1674, la prince de Moldavie Démétrius Cantacuzène promeut Miron au poste de chancelier (logofăt en roumain). Il est ambassadeur à Constantinople, puis de nouveau en Pologne. Sous le règne d'Antonie Ruset, il reçoit Jan Gninski, trésorier de la Cour royale polonaise, revenant d'un long voyage diplomatique en France, au Danemark et en Russie, et en route vers la Sublime Porte pour la ratification du traité de paix de Jouravno. C'est à cette occasion qu'il lui remet son Istoria în versuri polone despre Ţara Moldovei şi Munteniei (Histoire en vers polonais de la Moldavie et Valachie), dédiée à son ami Marcu Matezynski. Écrite en polonais dans une forme épistolaire, il vise à démontrer la romanité du peuple moldave, ainsi que la latinité de la langue roumaine. Le but implicite de cet ouvrage était de convaincre la Pologne d'aider la Moldavie à sortir du joug ottoman. Il offre ainsi aux Chrétiens, bien avant l'ouvrage de Dimitrie Cantemir, Descriptio Moldaviae, publié en 1714, la possibilité de trouver des informations sur l'histoire, la géographie et l'organisation politique du peuple roumain.
En 1675, il rédige Letopiseţul Ţărâi Moldovei [de la Aron Vodă încoace] (« Les Chroniques du pays de Moldavie [depuis le règne d'Aron voïvode] »), beaucoup plus analytique que l'ouvrage d'Ureche, qu'il entend continuer.

### Relation avec Constantin Cantemir et mort
En 1691, la relation de Miron Costin avec le prince de Moldavie Constantin Cantemir se détériore. Aidé par l'hetman ukrainien Vélitchiko que l'on disait son demi-frère ou son frère, il tente de renverser Constantin Cantemir à Iași. Ils échouent et sont exécutés pour trahison : Miron avait 58 ans.

## Liste des œuvres
- Viaţa lumii [La Vie du monde], 1672
- Traduction de Origines et occasus Transsylvanorum (Lyon, 1667) par Laurenţiu Toppeltin de Mediaş
- Letopiseţul Ţărâi Moldovei de la Aron Vodă încoace[8], 1675
- Chronika ziem Moldawskich y Multanskich (Cronica țărilor Moldovei și Munteniei), en polonais
- Istoria în versuri polone despre Ţara Moldovei şi Munteniei (Poema polonă), 1684
- De neamul moldovenilor [Sur le peuple des moldaves][9], 1687

## Postérité

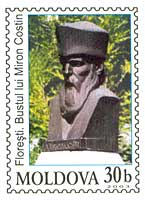
Timbre de la République de Moldavie, représentant le buste de Miron Costin dans la ville de Florești

Érudit, polyglotte et conscient du rôle de la culture dans l'évolution des États, Miron Costin laisse une œuvre précieuse tant sur le plan historique et documentaire, mais également sur le plan littéraire. Ses activités de gouverneur et de diplomate, qui se remarquent par son patriotisme et sa haine contre les oppresseurs de sa nation, sa connaissance de tous les aspects de la politique de son temps ainsi que son expérience du combat se mêlent aux préoccupations du savant, à celles de l'historien dévoué à sa terre ancestrale, ainsi qu'à celles de l'écrivain ouvrant la voie à la littérature roumaine.